# صاري خارمان (أديامان)
صاري خارمان (بالكردية: Selamût‏) (بالتركية: Sarıharman)‏ هي قرية تتبع إداريّاً لمديرية أديامان في محافظة أديامان التركية الواقعة في جنوب شرق الأناضول. وبلغ عدد سكانها 759 نسمة في عام 2021.